# Grandex
Grandex is een historisch merk van motorfietsen.
De bedrijfsnaam was: The Grandex Cycle Co., Gray's Inn Road, London.
Dit was een Britse rijwielfabriek die zoals meer fabrikanten in het begin van de 20e eeuw ook motorfietsen begon te produceren. In 1910 verscheen het eerste model met een 2½pk-JAP-motor. De machine had nog riemaandrijving en een Druid-voorvork. In de volgende jaren werden ook modellen met een Precision-motor aangeboden, die als "Grandex-Precision" werden verkocht. Vanaf 1913 werden vrijwel uitsluitend Precision-modellen verkocht, maar in een korte periode werd ook de watergekoelde motor van de Green Motor Cycle Co in Londen gebruikt. In 1915 verscheen een model met een 225cc-PeCo-tweetaktmotor en twee versnellingen, maar in 1916 eindigde de productie.